# 代办
代辦或臨時代理大使（法語：/chargée d'affaires）為大使或公使不在任所时临时负责外交事务的代表，通常由資深外交官擔任此職務。臨時代辦（chargé d'affaires ad interim）是臨時性的外交代表機構最高級代表，為使領館館長之外層級最高的館員:p39（副館長），於館長因故缺席或無法值勤時，代理館務主持。常任代辦（chargé d'affaires en pied）則是等同於大使地位，不过通常是由派駐國的外交部長指派，而非如同大使一樣是由國家元首指派，其職權跟大使相同，通常是在兩國僅建立層級較低的代辦級關係時才會派任。

## 外交變化
当代办作为一国驻他国最高级别的外交使节时，其中比較顯著的情況是在外交關係惡化但未達斷交的程度時，對此會以召回大使而僅派代辦的方式表示抗議。
- 1950年至1972年，中华人民共和国与英国的建交談判遲未達成共識，僅于1954年建立代办级外交关系。中荷于1954年建立代办级外交关系，并于1972年升为大使级关系。
- 1971年10月25日，聯合國2758號決議不再承認中華民國為代表全中國的唯一合法政府，教廷因應國際局勢變動，自即日起召回大使、僅派臨時代辦總理大使館館務。
- 1980年代，中華民國政府執行「劍龍專案」，中華民國海軍計畫向荷蘭購買六艘劍龍級潛艇，但是中華人民共和國對荷蘭進行外交干涉，只完成海龍號、海虎號兩艘，後續四艘未能成交。中華人民共和國更因此軍售案曾於1981年5月起把與荷蘭的外交關係降為代辦級[1]:p40，直到1984年2月1日起才恢復為大使級。[3][4]
- 1989年，沙烏地阿拉伯王國王室的一批珠寶在泰國遭竊（蓝钻事件），沙國的調查官員在泰國遭殺害，造成兩國外交關係降級，因此沙國僅派代辦駐泰。沙特政府直到2022年才恢复派遣驻泰国大使。
- 2016年1月2日，沙特阿拉伯處決了什葉派穆斯林神職人員尼姆爾·尼姆爾，事件引發伊朗國內抗議和示威活動，其中沙特駐德黑蘭大使館和馬什哈德領事館遭到示威者的衝擊和洗劫，事件發生後沙特阿拉伯與伊朗斷絕了外交關係。為展示對沙特阿拉伯的支持，阿聯酋於1月4日召回阿聯酋駐伊朗大使，並把與伊朗的外交關係降為代辦級，直到2022年8月才恢復為大使級。
- 2021年11月21日，由于立陶宛宣布同意设立“駐立陶宛台灣代表處”引发中方不满，中华人民共和国外交部发布声明宣布中立两国外交关系降为代办级。[5]

## 其他用法
在中華人民共和國成立前，一些中國邊疆地區，稱土司府的攝政官員為代辦。